# 細身後竺鯛
細身深海天竺鯛（学名：Epigonus denticulatus），又名細身後竺鯛、大面側仔、大目側仔，为條鰭魚綱鱸形目深海天竺鯛科後竺鯛屬下的一个种，體長可達20公分。
其种加词“Denticulatus”意为“具细齿的”。